# Krosno mechaniczne
Krosno mechaniczne – krosno tkackie, które powstało w wyniku rozbudowy krosna ręcznego, przez zastosowanie napędu mechanicznego oraz połączenie i zsynchronizowanie wszystkich mechanizmów. Pierwsze z nich posiadały zbiorowy napęd transmisyjny. Później krosno mechaniczne zostało wyposażone w indywidualny napęd z zastosowaniem silnika elektrycznego.

## Synchronizacja mechanizmów krosna

Wykres kołowy pracy krosna

Podstawą pracy mechanicznego krosna tkackiego jest synchronizacja mechanizmów:  bidłowego, przesmykowego i przerzutowego. Zamieszczony wykres pokazuje poszczególne fazy pracy tych trzech mechanizmów:
1. kolor biały - podstawowe fazy ruchu bidła. Rozróżnia się tu dwa położenia
  - PMPB - przednie martwe położenie bidła - 0°, przesmyk zamknięty, dobicie wątku do krawędzi tkaniny
  - TMPB - tylne martwe położenie bidła - 180°, przesmyk w pełni otwarty (postój nicielnic), przelot czółenka.
2. kolor żółty - fazy ruchu czółenka
  - początek ruchu czółenka 70°
  - przelot czółenka 70° do 285°
  - postój czółenka 285° do 360° i 0° do 70°
3. kolor niebieski - fazy ruchu nicielnic
  - przesmyk zamknięty - 0° (360°)
  - otwieranie przesmyku - 0° do 120°
  - postój nicielnic (przesmyk całkowicie otwarty) 120° do 240°
  - zamykanie przesmyku - 240° do 360°

Podane kąty mierzone są na wale głównym (wykorbionym) krosna. Podane wartości zmieniają się w niewielkich granicach w zależności od obrotów wału głównego, szerokości tkaniny, rodzaju splotu i rodzaju przędzy.

## Historia
Pierwsze krosno mechaniczne zbudował w 1786 roku angielski pastor Edmund Cartwright. Posiadało ono konstrukcję drewnianą. Wyposażone było w krzywkowy mechanizm nicielnicowy i krzywkowy mechanizm przerzutowy (wprowadzający wątek). Stałoodcinkowe mechanizmy, zasilający i odbiorczy, miały wspólny napęd, co zachowało się do dziś w większości konstrukcji. Pierwszy model posiadał dodatkowo urządzenie do klejenia osnowy. Osnowa pobierana była z ramy, na której umieszczone były nawoje z przędzą osnowową. Dziś podobne ramy są elementem zespołu snowadła i nazywają się ramami natykowymi. Odpowiednie napięcie osnowy wytwarzane było przez zespół wałków, które jednocześnie nanosiły klejonkę na nitki osnowy.

## Rozwój
Dalsza ewolucja krosna mechanicznego polegała na ulepszaniu konstrukcji mechanizmów krosna i zwiększaniu wydajności tkania. Mimo zbudowania, w roku 1890, przez amerykańskiego mechanika, Jamesa H. Northropa, znacznie wydajniejszego krosna automatycznego, krosna mechaniczne stosowane były w polskim przemyśle jeszcze w latach pięćdziesiątych XX wieku. Zaczęły wychodzić z użycia dopiero kiedy upowszechniły się znacznie udoskonalone i wydajniejsze krosna automatyczne. Wadą krosien czółenkowych jest bardzo duże natężenie hałasu podczas ich pracy, przekraczające często 100 dB. Krosna automatyczne wypierane są obecnie przez jeszcze wydajniejsze i wytwarzające znacznie mniej hałasu krosna bezczółenkowe.